# متنزه نيوكولو كوبا الوطني
متنزه نيوكولو كوبا الوطني أوالحديقة الوطنية نيوكولو هو من مواقع التراث العالمي الطبيعي والمناطق المحمية في جنوب شرق السنغال بالقرب من الحدود غينيا بيساو. تشكل الغابات الممتدة على طول النهر وسهول سافانا نيوكولو كوبا الواقعة في منطقة مروية جيداً على ضفاف غامبيا موطناً لعدد كبير من الحيوانات كظبي دربي (وهو أكبر الظبية) والشيمبانزي والأسود وفهود الليوبارد وعدد كبير من الفيلة والطيور والزواحف والضفدعيات.

## جغرافيا

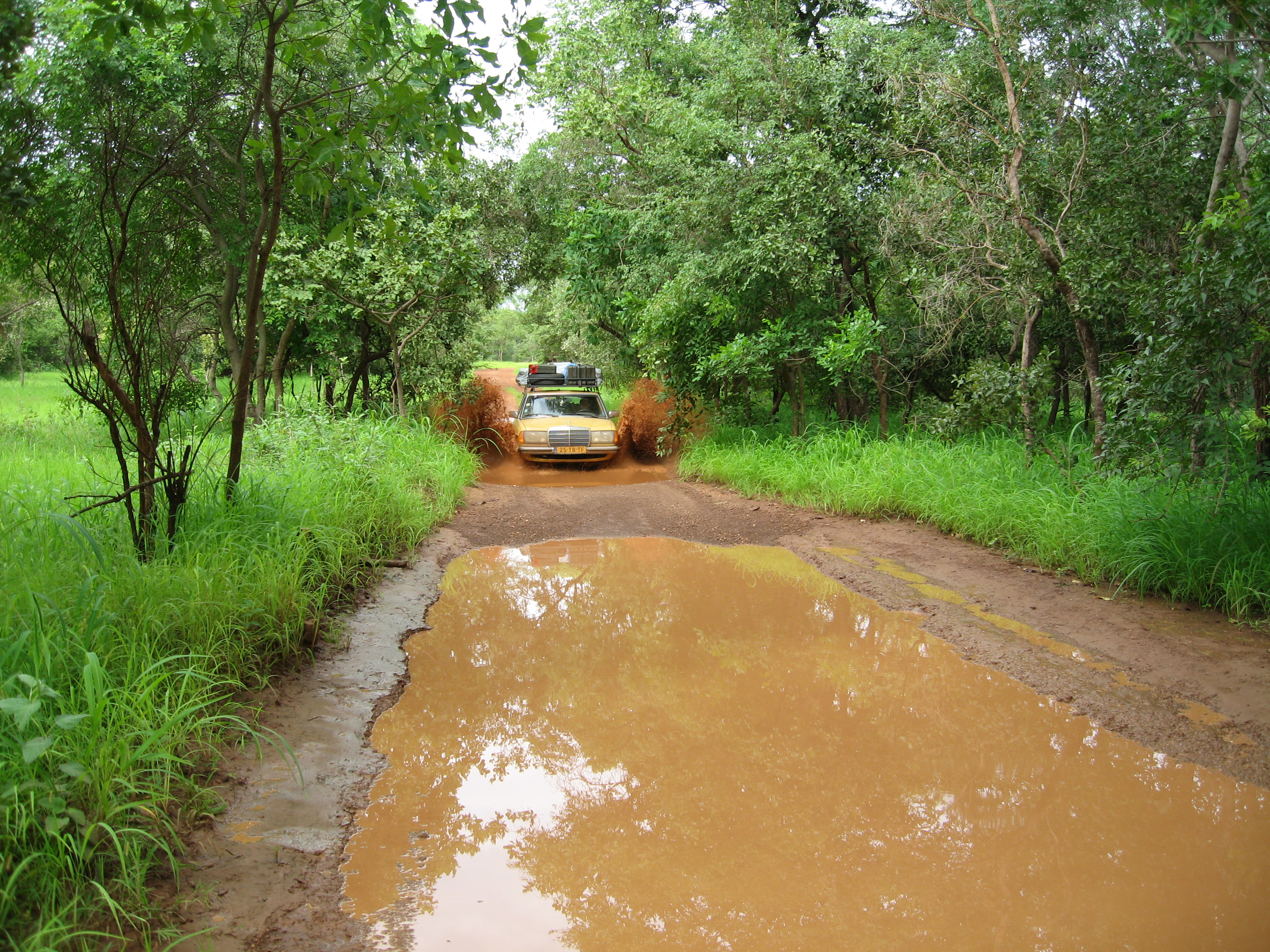
عبور الحديقة خلال موسم الأمطار

## مقالات ذات صلة
قالب:مواقع التراث العالمي في السنغال